# William Wordsworth
William Wordsworth (Cockermouth, 7. travnja 1770. – Rydal, 23. travnja 1850.), engleski romantični pjesnik koji je zajedno s pjesnikom Samuelom Taylorom Coleridgem objavljivanjem Lirskih balada 1798. godine započeo doba romantizma u engleskoj književnosti. Wordsworth je vratio u poeziju jednostavnije izražavanje blisko svakodnevnom jeziku i promicao temu moralnog utjecaja prirode na ljudski um i osjećaje.
Bio je pjesnik laureat Ujedinjenog Kraljevstva od 1843. godine do smrti. 

## Mladost
William Wordsworth je rođen 7. travnja 1770. godine kao drugo dijete Johna Wordswortha i Ann Cookson u Cockermouthu u grofoviji Cumberland u slikovitom predjelu sjeverozapadne Engleske poznate pod imenom Lake District (jezerski okrug). Williamova sestra s kojom je ostao blizak cijeloga života, pjesnikinja i spisateljica dnevnika Dorothy Wordsworth, rođena je sljedeće godine, kada su zajedno kršteni. Od troje braće stariji Richard je postao pravnikom, a mlađi John je poginuo 1805., kada je brod čiji je bio kapetan potonuo blizu južne obale Engleske. Najmlađi brat Christopher se pridružio svećeništvu, postavši meštrom Trinity Collegea u Cambridgeu.